# کلمبوس (جورجیا)
کلمبوس، جورجیا (به انگلیسی: Columbus, Georgia) یک شهر در ایالات متحده آمریکا با جمعیت ۱۹۸٬۴۱۳ نفر است که در جورجیا واقع شده‌است.